# たけしの等々力ベース
『たけしの等々力ベース』（たけしのとどろきベース、英称:TAKESHI'S TODOROKI BASE）は、BSフジで2011年1月13日から2015年9月24日まで毎週木曜日の23:00 - 23:55（JST）に放送されていたバラエティ番組。ビートたけしの冠番組。新作放送は隔週で実施。ステレオ放送、ハイビジョン制作を実施。通称は「等々力ベース」。

## 概要

### レギュラー放送までの経緯
BSフジでは初めてのビートたけしの冠番組。『北野ファンクラブ』シリーズや『チャンネル北野』の後続的な位置付けの番組である。
盟友の所ジョージの事務所兼自宅である趣味の殿堂『世田谷ベース』に対抗するかのように、「60歳を過ぎて財産を残してもしょうがない!」と、たけしが自らの趣味とセンス、生活スタイルを結集し、財産とこだわりを全て注ぎ込んだ豪華な男の城『等々力ベース』を2010年秋に完成させた。これを機に「レギュラー番組を持ちたい」というたけしの希望から、2011年1月13日よりBSフジにてレギュラー番組の放送が決定した。また、レギュラー放送に先立つ、2010年12月16日にはパイロット放送として、初回放送2時間スペシャルが放送された。
「等々力ベース」自体が「世田谷ベース」のオマージュであるのと同じく、この番組そのものも『所さんの世田谷ベース』のオマージュである。
2015年9月24日放送、第112回「たけしの挑戦道!（総集編）」をもって当番組の放送が終了した。
番組終了後しばらくして、ほぼ同じ出演者とスタッフでBSスカパーにて不定期レギュラー番組『はじめてのたけし』が開始された。

### 等々力ベース
ビートたけしが所ジョージの「世田谷ベース」を真似たもの。完成に際し、所が「世田谷ベース」に所蔵していた様々な家具や物品を「等々力ベース」に持ちこんでいる。内部のみならず建物外部に置かれている物もそのほとんどが所から貰ったものである。
1階はガレージとして、たけしの所有するフェラーリ、ランボルギーニ、ポルシェ、メルセデス・ベンツなど多数の高級車が駐車され、たけしの私室スペースもある。2011年3月現在、ロケ以外の企画はここに設えたコタツで撮影されることが多かった。
レギュラー放送回からは、毎回「○○道」と称しその道を究めていく。番組レギュラー進行役はガダルカナル・タカ、補佐役はつまみ枝豆。他の出演者はグレート義太夫、ダンカン、井手らっきょなどたけし軍団のメンバー。また『所さんの世田谷ベース』に出演している所ジョージや清水圭らがゲストとして出演する事が度々あった。

## 出演者

### 司会
- ビートたけし（企画も担当）

### レギュラー
- ガダルカナル・タカ（進行役）
- つまみ枝豆（ガダルカナル・タカが不在時に進行役）

### 準レギュラー
- たけし軍団
  - 井手らっきょ（第2・3・5回）
  - ダンカン（第22・34・61・62・74・80・102・103・110回）
  - グレート義太夫（第2・4・56・61・62・65・66・68・94回）
  - ラッシャー板前（第51・61・62・69・75・82回）
  - 松尾伴内（第109回）
  - たけし軍団若手（玉袋筋太郎、〆さばアタル、無法松、お宮の松、ダイオウイカ夫、ガンビーノ小林、アル北郷、近藤夢、切畑トール、三又又三など）

### 主なゲスト
- 島田洋七（スペシャル放送）
- 所ジョージ（スペシャル放送、第4・9回）『所さんの世田谷ベース』の収録に乱入した時のゲスト。
- 清水圭（同上）
- ナディア・コマネチ（第19・20回）2人でたけしのギャグ「コマネチ」を披露。
- ビートきよし（第50・61・62・75・81・99・101回）
- 松尾雄治（第54・68・71・76・77・106回）
- 宮川俊二（第46回）
- 山口敏太郎（第38・43・70・79回）
- 疋田紗也（第43回）
- 加藤一二三（第52回）
- 元木大介（第67回）
- 服部幸應（第73・82回
- 阿川佐和子（第75回）
- 寺門ジモン（ダチョウ倶楽部）（第71・77・83・84回）
- 肥後克広（ダチョウ倶楽部）（第77・83・84回）
- 上島竜兵（ダチョウ倶楽部）（第77・83・84回）
- 美甘子（第79回）
- 村上雅則（第80回）
- 福島良一（第80回）
- 新宿カウボーイ（第83・84回）
- 滝澤正光（第86・87回）
- 森且行（第89・90回）
- 坂崎幸之助（第94回）
- 薄幸（第100回）
- 桜木凛（第100回）
- 赤プルとだんな（第100回）
- エナツの祟り（第100回）
- 小林宏之（第102・103回）
- 田子ノ浦伸一（第105回）
- 稀勢の里寛（第105回）
- 若の里忍（第105回）
- 髙安晃（第105回）
- 尾崎勇気（第105回）
- 丹羽政彦（第106回）
- 鎧塚俊彦（第107回）
- 幅允孝（第110回）
- 枡野俊明（第111回）

## 放送リスト
- 第1回「クルマ道」
- 第2回「カツラ道①」
- 第3回「カツラ道②」
- 第4回「ナベ道」
- 第5回「等々力ベースお宝紹介」
- 第6回「コーヒー道」
- 第7回「犬道①〜ミケの一時帰宅〜」
- 第8回「犬道②〜犬小屋作り〜」
- 第9回「下町あそび道①〜ベーゴマ〜」
- 第10回「下町あそび道②〜めんこ、けん玉、竹ひご〜」
- 第11回「粉道」
- 第12回「すもう道」
- 第13回「メイク道」
- 第14回「ゴルフ道」
- 第15回「洗い道」
- 第16回「マジック道 前編」
- 第17回「マジック道 後編 & 水遊び道 前編」
- 第18回「水遊び道 後編」
- 第19回「コマネチ&通販道 前編」
- 第20回「コマネチ&通販道 後編」
- 第21回「商品企画道」
- 第22回「お宝道」
- 第23回「麻雀道 前編」
- 第24回「麻雀道 後編」
- 第25回「マニアックものまね道」
- 第26回「タケシードライバー道」[1]
- 第27回「JAZZ道」
- 第28回「アイドルヲタク道」
- 第29回「ベーゴマ道」
- 第30回「ゴルフ道②」
- 第31回「東スポ道」
- 第32回「ボウリング道」
- 第33回「ビリヤー道」
- 第34回「サインボール道」
- 第35回「ゲームセンター道」
- 第36回「プロレス道」
- 第37回「ダーツ道」
- 第38回「超常現象道」
- 第39回「バッタもん道」
- 第40回「絵描き道」
- 第41回「ゴルフ道③&所さんの自動車ショウ」
- 第42回「文房具道」
- 第43回「幽霊道」
- 第44回「麻雀道②」
- 第45回「ポーカー道」
- 第46回「ワイン」道
- 第47回「ボートレース道①」
- 第48回「ボートレース道②」
- 第49回「インスタントラーメン道」
- 第50回「野鳥道」
- 第51回「オーディオ道」
- 第52回「将棋道」
- 第53回「レトルトカレー道」
- 第54回「カジノ道」
- 第55回「消しゴム版画道」
- 第56回「エレキギター道」
- 第57回「パン道①」
- 第58回「パン道②」
- 第59回「模型道①」
- 第60回「模型道②」
- 第61回「結婚式道①」
- 第62回「結婚式道②」
- 第63回「お米道」
- 第64回「書道道」
- 第65回「やきとり道」
- 第66回「人間診断道」
- 第67回「バッティングセンター道」
- 第68回「コンプレックス解消道」
- 第69回「ラジコン道」
- 第70回「UMA道」
- 第71回「焼肉道」[2]
- 第72回「かるた道」
- 第73回「チャーハン道」
- 第74回「缶詰道」
- 第75回「ゴルフ道④」
- 第76回「カジノ道②」
- 第77回「ホルモン道」
- 第78回「ボディビル道」
- 第79回「龍馬道」
- 第80回「大リーグ道」
- 第81回「そば道」[3]
- 第82回「餃子道」
- 第83回「リアクション道①」
- 第84回「リアクション道②」
- 第85回「スナック道」
- 第86回「競輪道①」
- 第87回「競輪道②」
- 第88回「ボクシング道」
- 第89回「オートレース道①」
- 第90回「オートレース道②」
- 第91回「タコス道」
- 第92回「茶道道①」
- 第93回「茶道道②」
- 第94回「アコースティックギター道」
- 第95回「バーベキュー道」
- 第96回「ピッツァ道」
- 第97回「ウイスキー道」
- 第98回「たけしの弟子道」
- 第99回「演歌道」
- 第100回「ネーミング道」
- 第101回「パチンコ道」
- 第102回「飛行機道①」
- 第103回「飛行機道②」
- 第104回「日本酒道」
- 第105回「相撲道」
- 第106回「ラグビー道」
- 第107回「パティシエ道」
- 第108回「職人道〜江戸切子」
- 第109回「みそ道」
- 第110回「本屋道」
- 第111回「日本庭園道」
- 第112回「たけしの挑戦道!（総集編・最終回）」

## 映像ソフト
発売・販売元はポニーキャニオン。
- たけしの等々力ベース DVD-BOX1（2012年3月21日発売、2枚組DVD）

## スタッフ
- 企画：ビートたけし
- 構成：斉藤タカシ
- カメラ：長塚史視・田島実一朗・中馬込直人・水岡健太・辻明徳・星野基幸・中藤進・有本竜・東城建彦・宮崎耕平・林義広・川崎雅俊・藤澤蘭・山崎善映・飯田祐一郎（全てTSP・週替わり）
- 音声：古川裕志・谷口憲司・高橋修平・大嶋朋子・勝見亘・桑原伸行・若林直幸・吉田奈央（全てTSP・週替わり）
- 編集：桜井一成（フリーエディター）
- ＭＡ(マルチオーディオ)：坂本龍平（オムニバス・ジャパン 第107回から）
- 音効：安原裕人、三濱徹也（第102回から）
- オープニングタイトル：木村タカヒロ（第86回から）
- 広報：真田真希（BSフジ）
- ＡＤ(アシスタントディレクター)：上野和幸・谷口誠・松本麗（グラムクリエイティブ）、西原孝至、石原寛基（BRAIN COMMUNICATIONS）、柴田俊希
- ＡＰ(アシスタントプロデューサー)：足立朱美（グラムクリエイティブ）、伊藤鮎佳（BRAIN COMMUNICATIONS）
- ディレクター：森脇美樹（グラムクリエイティブ）
- プロデューサー：田平秀雄（BSフジ）、梅本満（BRAIN COMMUNICATIONS・以前は梅本覇留と表記）
- 技術協力：TSP、オムニバス・ジャパン
- 制作協力：オフィス北野、BRAIN COMMUNICATIONS
- 制作著作：BSフジ

### 過去のスタッフ
- カメラ：原正美（原正美事務所）、船木壮（TSP）
- 美術プロデューサー：丸山覚（アックス）
- 美術制作：清水久（アックス）
- 編集：宮下圭介（オムニバス・ジャパン）
- ＭＡ(マルチオーディオ)：東口智大、塚本啓介（共にオムニバス・ジャパン）
- 美術協力：アックス
- オープニングタイトル：掘恵貴（第85回まで）
- 広報：山田章雄（BSフジ）、渡辺裕予（BSフジ）
- ＡＰ：小橋佳奈（BSフジ）、板橋敦子（BSフジ）
- プロデューサー：熊谷剛（BSフジ）

## 備考
- 2011年1月20日から同年9月29日までは、毎週木曜12:00 - 12:55 (JST) の時間帯に再放送されていた。
- 2011年11月17日・24日は、『ワールドカップバレーボール2011 LIVE!バボニュース』の放送により休止。
- 2015年8月6日は、プロ野球中継『東京ヤクルト×巨人』延長により休止。
- 2015年9月3日は、『43rd フジサンケイクラシックダイジェスト』の放送により休止。
- 2015年4月からは、KBS京都でも放送された。